# Flávio Rustício Elpídio
Flávio Rustício Elpídio (em latim: Flavius Rusticius Helpidius) foi um poeta latino cristão do século V. Este nome, porém, parece ter sido utilizado por pelo menos dois autores cristãos ao longo do tempo.

## Identidade
O nome "Flávio Rustício Elpídio" aparece primeiro num manuscrito de Pompônio Mela e Júlio Paris assinando como revisor na forma "Fl. Rusticius Helpidius Domnulus". Júlio Paris é um abreviador de Valério Máximo e viveu no final do século IV e início do V. Por outro lado, um correspondente de Sidônio Apolinário se designa "Domnulus" e escreveu poesia durante uma estadia em Arles no reinado de Majoriano (r. 457-461).
Contudo, entre as assinaturas dos revisores de alguns manuscritos, Flávio aparece como "conde do consistório". Sidônio chama-o de ex-questor, ou seja, a dignidade superior à de conde do consistório. Não há, portanto, razão para distinguir o autor das assinaturas do "Domnulus" que se correspondia com Sidônio. Com o nome de Elpídio, o "ex-questor", conhecemos vinte e quatro estrofes de três hexâmetros cada sobre cenas do Antigo Testamento. Dezesseis delas se correspondem uma com a outra. Estes versos provavelmente tinham como objetivo criar textos para decorar uma igreja. Chamado "Rustici Elpidii carmen de Christi beneficiis", um curto poema de cento e quarenta hexâmetros celebra os milagres de Cristo. Sua oração de abertura é endereçada a Cristo como Criador e intimamente unido com o Pai e, de maneira geral, um tom bastante místico domina a composição. Existe uma edição de W. Brandes (1890). Para os versos anteriores, há versões antigas na Patrologia Latina (LXII, 545).

## Elpídio, o Diácono
Finalmente, o diácono Elpídio (m. c. 533), amigo de Magno Félix Enódio e médico de Teodorico, o Grande, rei dos ostrogodos, é inquestionavelmente outra pessoa.

## Atribuição
- "Flavius Rusticius Helpidius" na edição de 1913 da Enciclopédia Católica (em inglês).  Em domínio público.